# Ignazio Paternò Castello
Ignazio Paternò-Castello fue el quinto príncipe de Biscari (1719-1786), además de arqueólogo y mecenas italiano. Desarrolló sus actividades en la ciudad de Catania, en Sicilia.

## Biografía
Descendía de una antigua familia noble, los Paternò, de origen provenzal y catalán, natural de Embrum (Francia), que se trasladó a Sicilia siguiendo a los normandos en el siglo XI. El primero de la rama de los Biscari fue Agatino Paternò Castello, primer Príncipe di Biscari (1594-1675).
Ignazio Paternò-Castello fue uno de los descubridores del Anfiteatro de Catania, del Teatro romano de Catania, de la antigua curia de Catania y de algunas termas. Su palacio, situado junto al puerto de Catania, conocido como Palacio Biscari alla Marina (en italiano Palazzo Biscari), y tenía como parte de él un extenso jardín extra moenia, llamado el Laberinto, que constituyó el núcleo primitivo del Jardín Bellini. Él restauró el Palazzo Biscari y lo transformó en el Museo Biscari, que fue visitado por Patrick Brydone en 1771, Goethe en 1787 y Vivant Denon en algún momento entre 1782 y 1787.
Promovió las excavaciones de Camarina, Siracusa, Lentini y Taormina y también la construcción de un puente sobre el río Simeto. Describió sus descubrimientos arqueológicos en un libro titulado Viaggio per tutte le antichità della Sicilia, publicado en 1781 en Nápoles.

## Reconocimientos

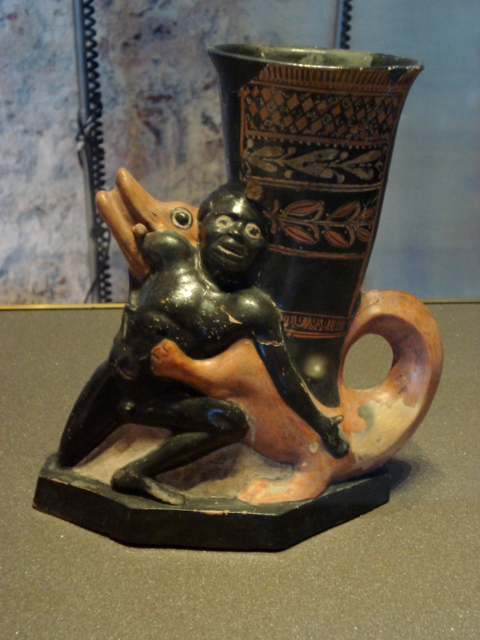
Rhyton ático figurado fechado entre 430 a. C. y 410 a. C. con un pigmeo que lucha contra un cocodrilo, que formaba parte de la colección original creada por Ignazio Paternò Castello para su colección privada, convertida en el Museo Biscari.

La reputación arqueológico-artística del Príncipe era muy grande, por lo que numerosas academias italianas y europeas lo onvirtieron en su socio:
- En 1757 la Accademia del Buon Gusto e quella degli Ereini de Palermo.
- En 1762 la Società degli Antiquari de Londres.
- En 1772 la Accademia dei Trasformati de Noto.
- En 1773 la Società dei Palladi de Catania.
- En 1775 la Accademia dei Botanofili de Cortona
- En 1776 la Accademia dei Georgofili de Florencia, la Accademia della Crusca y la de los Pericolanti Peloritani ambas de Mesina.
- En 1777 la Accademia degli Ereini-Hymerei de Caltanissetta
- En 1778 la Académie Royale des Belles-lettres, Sciences et Arts de Burdeos, sustituyendo al difunto Voltaire.
- En 1779 la Accademia di Scienze Scienze e Belle Lettere de Nápoles
- En 1783 la Accademia degli Speculatori de Lecce.
- En 1784 la Nuova Reale Accademia de Florencia.

En Catania fundó y financió la Accademia degli Etnei.